# Diogo Barbosa
Diogo Barbosa Mendanha (Terra Nova do Norte, 17 agosto 1992) è un calciatore brasiliano, difensore del Fortaleza.

## Caratteristiche tecniche
È un terzino sinistro.

## Carriera
Cresciuto nelle giovanili del Vasco da Gama, ha esordito in prima squadra il 24 ottobre 2010 in occasione del match del pareggiato 1-1 contro il Flamengo.

## Palmarès

### Club

#### Competizioni nazionali
- Coppa del Brasile: 1

Cruzeiro: 2017

#### Competizioni internazionali
- Coppa Libertadores: 2

Palmeiras: 2018
Fluminense: 2023
- Recopa Sudamericana: 1

Fluminense: 2024

#### Competizioni statali
- Campionato Gaúcho: 3

Grêmio: 2021, 2022, 2023